# Helenówka (województwo świętokrzyskie)
Helenówka (dawn. Helenów) – wieś sołecka w Polsce położona w województwie świętokrzyskim, w powiecie jędrzejowskim, w gminie Imielno
| SIMC    | Nazwa               | Rodzaj  |
| ------- | ------------------- | ------- |
| 0239528 | Kolonia Mierzwińska | kolonia |
| 0239534 | Rogalów             | kolonia |

W latach 1975–1998 miejscowość administracyjnie należała do województwa kieleckiego.